# Mikola Janovics Azarov
Mikola Janovics Azarov (ukránul: Микола Янович Азаров) (Kaluga, 1947. december 17. –) született Nyikolaj Janovics Pahlo, vagy Polko (oroszul: Николай Янович Пахло / Полько) orosz származású ukrán politikus. 2002–2005, majd 2006–2007 között Viktor Janukovics kormányaiban első miniszterelnök-helyettes és pénzügyminiszter. 2004–2005 fordulóján rövid ideig ügyvivő miniszterelnök is volt. Viktor Janukovics 2010-es elnöki kinevezését követően rövid ideig a Régiók Pártja elnöke, majd 2010 márciusától Ukrajna miniszterelnöke volt. 2012. december 13-ától ismét Ukrajna miniszterelnöke. 2014. január 28-án benyújtotta lemondását.

## Élete
Az oroszországi Kalugában született. Apja Jan Robertovics Pahlo (vagy Polko) bányamérnök, anyja Jekatyerina Pavlovna Kvasznyikova. Apja származásáról ellentmondásos információk vannak, egyes források szerint lett, más források szerint észt, vagy finn származású. Mikola Azarov magát orosz nemzetiségűnek tartja. Az Azarov vezetéknevet a gyermekkorában a nevelésében fontos szerepet játszott nagyanyja nyomán vette fel, de a nagyszülők falujának is Azarovo a neve.
A moszkvai Lomonoszov Egyetem geofizika szakára iratkozott be, ahol 1971-ben végzett geológusként és geofizikusként. Az egyetem után a tulai szénbányáknál, a Tulaugol vállalatnál kezdett el dolgozni részlegvezetőként, majd később főmérnök lett. 1976–1984 között a novomoszkovszki Moszkva-környéki Szénipari Tudományos Kutató- és Tervezőintézet munkatársa volt, ahol kezdetben laborvezetőként, később osztályvezetőként dolgozott.
1984-ben költözött a mai Ukrajna területére, Doneckbe.